# Donald Kingsbury
Donald Kingsbury (San Francisco, 12 febbraio 1929) è uno scrittore di fantascienza statunitense naturalizzato canadese.

## Biografia
Nato a San Francisco, dopo gli studi si è dedicato all'insegnamento. A partire dal 1956 fino al pensionamento avvenuto nel 1986 ha insegnato matematica alla McGill University di Montreal, in Canada. Dove si è trasferito stabilmente e ha preso la cittadinanza.
A causa del suo lavoro mai abbandonato di insegnante, la sua produzione letteraria non è particolarmente abbondante, ed è concentrata soprattutto negli anni ottanta.

## Premi e riconoscimenti
Con il romanzo Geta è entrato nella Hall of Fame del premio Prometheus e il Compton Crook Award, inoltre ha ottenuto la candidatura al premio Hugo per il miglior romanzo.
Il romanzo breve The Moon Goddess and the Son è stato candidato al premio Hugo per il miglior romanzo breve nel 1980 ma non vinse, in seguito l'autore ne ha riproposto una versione più lunga.
Con Psychohistorical Crisis ha vinto il Premio Prometheus nel 2002.

## Opere

### Romanzi
- Geta, 1982
- The Moon Goddess and the Son, 1986
- Psychohistorical Crisis, 2001

### Racconti
- "The Ghost Town", Astounding Science Fiction, giugno 1952.
- "Shipwright", Analog, aprile 1978.
- "To Bring in the Steel", Analog, July 1978.
- "The Moon Goddess and the Son", Analog, dicembre 1979.
- "The Survivor", Man-Kzin Wars IV, settembre 1991.
- "The Heroic Myth of Lieutenant Nora Argamentine", Man-Kzin Wars VI, luglio 1994.
- "The Cauldron", Northern Stars: The Anthology of Canadian Science Fiction, settembre 1994.
- "Historical Crisis", Far Futures, dicembre 1995.